# Live... In the Still of the Night
| Recensione | Giudizio |
| ---------- | -------- |
| AllMusic   |          |

Live... In the Still of the Night è un film concerto del gruppo musicale britannico Whitesnake, registrato il 20 ottobre 2004 all'Hammersmith Apollo e distribuito il 9 maggio 2006.
Il concerto è stato distribuito anche in edizione limitata con in allegato un CD bonus contenente parte della performance.
Nel 2006 è stato votato come miglior DVD dell'anno dalla rivista Classic Rock.

## Tracce
1. Burn (David Coverdale, Ritchie Blackmore, Jon Lord, Ian Paice)
2. Bad Boys (Coverdale, John Sykes)
3. Love Ain't No Stranger (Coverdale, Mel Galley)
4. Ready an' Willing (Coverdale, Micky Moody, Neil Murray, Lord, Paice)
5. Is This Love (Coverdale, Sykes)
6. Give Me All Your Love (Coverdale, Sykes)
7. Judgement Day (Coverdale, Adrian Vandenberg)
8. Blues for Mylene (Doug Aldrich)
9. Snake Dance (Coverdale, Aldrich)
10. Crying in the Rain (Coverdale)
11. Drum Solo (Tommy Aldridge)
12. Crying in the Rain (Coverdale) – Reprise
13. Ain't No Love in the Heart of the City (Michael Price, Dan Walsh)
14. Don't Break My Heart Again (Coverdale)
15. Fool for Your Loving (Coverdale, Moody, Bernie Marsden)
16. Here I Go Again (Coverdale, Marsden)
17. Take Me with You (Coverdale, Moody)
18. Still of the Night (Coverdale, Sykes)

### CD bonus dell'edizione limitata
1. Burn – 8:39 (Coverdale, Blackmore, Lord, Paice)
2. Give Me All Your Love – 4:54 (Coverdale, Sykes)
3. Is This Love – 4:47 (Coverdale, Sykes)
4. Love Ain't No Stranger – 4:35 (Coverdale, Galley)
5. Judgment Day – 5:27 (Coverdale, Vandenberg)
6. Ain't No Love in the Heart of the City – 9:18 (Price, Walsh)
7. Fool for Your Loving – 4:51 (Coverdale, Moody, Marsden)
8. Here I Go Again – 5:34 (Coverdale, Masden)
9. Take Me with You – 7:17 (Coverdale, Moody)
10. Still of the Night – 8:52 (Coverdale, Sykes)

## Formazione
- David Coverdale – voce
- Doug Aldrich – chitarre, cori
- Reb Beach – chitarre, cori
- Marco Mendoza – basso, cori
- Timothy Drury – tastiere, cori
- Tommy Aldridge – batteria